# Архангельский сельсовет (Ярославская область)

Арха́нгельский сельсове́т — упразднённая в 1993 году административно-территориальная единица Мышкинского района Ярославской области. Образован в 1924 году в Рыбинском уезде под названием Архангельская волость. В 1929 году Архангельская волость ликвидирована и Архангельский сельсовет, в составе других, вошёл в Мышкинский район Ивановской промышленной области. В 1963 году, в связи с ликвидацией Мышкинского района, Архангельский сельсовет вошёл в состав Рыбинского сельского района. Через два года,  в 1965-м  Мышкинский район вновь сформирован, включив и  Архангельский сельсовет. На основании Указа Президента Российской Федерации от 09.10.1993 № 1617 «О реформе представительных органов местного самоуправления в Российской Федерации» и постановлений главы администрации Ярославской области от 12.10.1993 № 254 «О реформе представительных органов власти и органов местного самоуправления в Ярославской области» деятельность сельского Совета и его исполнительного комитета прекращена.